# Петропавловка (Маслянинский район)
Петропавловка — деревня (село) в Маслянинском районе Новосибирской области. Входит в состав Пеньковского сельсовета.

## География
Площадь деревни — 62 гектара.

## Население
| 2002 | 2007 | 2010 |
| ---- | ---- | ---- |
| 280  | ↘260 | ↘194 |

## Инфраструктура
В деревне по данным на 2007 год функционируют 1 учреждение здравоохранения и 1 учреждение образования.